# حجج فاسدة تجعلنا نبدو أغبياء (كتاب)
حجج فاسدة تجعلنا نبدو أغبياء هو عنوان لكتاب من تأليف الفيلسوف البريطاني جوليان باجيني عام 2008 (العنوان الأصلي:The Duck That Won the Lottery: and 99 Other Bad Arguments) وتُرجم عام 2010 للغة العربية بإشراف من المركز القومي للترجمة في مصر وترجمه الكاتب عماد صبحي.
هذا الكتاب ليس مقصودا به الإسترخاء والاستمتاع، بل الاستفزاز والتحدي والاستعداد لمراجعة ما تسمعه وتقرءه. يمسك جوليان باجيني بتلابيب مائة حجة فاسدة يستخدمها البعض لمحاولة التأثير علينا في كل المجالات، ونصدقها في أحيان كثيرة، لكن باجيني يقرع جرس الإنذار للإنباه لها ورفضها وتمييز غثها حتى لا نبدو أغبياء عندما نصدقها ونتعامل معها كحقائق. الكتاب يدعو الي التفكير ثم التفكير، ولا يدع القارئ يهنأ بالاستكانة الي الحجج التي تقدم له يوميا في كل المجالات